# Yllenus kotchevnik
Yllenus kotchevnik är en spindelart som beskrevs av Dmitri Viktorovich Logunov 2003. Yllenus kotchevnik ingår i släktet Yllenus och familjen hoppspindlar. Inga underarter finns listade i Catalogue of Life.